# Zirydzi z Grenady
Zirydzi z Grenady – berberyjska dynastia w Andaluzji w latach 1012–1090.
Zawi ibn Ziri syn Ziriego ibn Manada przybył jako dowódca berberyjskich oddziałów do Kalifatu Kordoby po tym, jak jego pretensje do tronu w 995 jako krewnego Zirydów nie zostały uznane. Wraz z upadkiem kalifatu od 1009 i utworzeniem królestw Taifa, Zawi ibn Ziri w 1012 uniezależnił się w Grenadzie i rządził do 1019.
Za jego następców Habbusa (1019–1038), Badisa (1038–1073) i Abdallaha (1073–1090) Grenada, obok Sewilli, wyrosła na ważniejsze centrum polityczne i kulturalne Andaluzji.
W 1038 została zdobyta na Amirydach prowincja Almería. Atak Abbadydów z Sewilli w 1039 został skutecznie odparty. W 1058 w sojuszu z Abbadydami powiodło się nawet obalenie Hammudydów z Malagi. Pod rządami Zirydów grupy żydowskie uzyskały poważny wpływ na politykę. Za czasów Abdallaha jeszcze bardziej wzmocnili się, przy czym dochodziło w Grenadzie do pogromów.
Wraz z inwazją Almorawidów do Andaluzji Zirydzi dostali się pod ich panowanie i w 1090 zostali przez nich usunięci.

## Władcy Zirydów w Grenadzie
- Zawi ibn Ziri 1012–1019
- Habbus ibn Maksan al-Muzaffar 1019–1038
- Badis ibn Habbus 1038–1073
- Abdallah ibn Buluggin 1073–1090 w Grenadzie
- Tamim ibn Buluggin ibn Badis 1073–1090 w Maladze